# Marginella immelmani
Marginella immelmani is een slakkensoort uit de familie van de Marginellidae. De wetenschappelijke naam van de soort is voor het eerst geldig gepubliceerd in 2001 door Hart M..